# Jean-Baptiste Gramaye
Jean-Baptiste Gramaye (1579, Antverpy – 1635, Lübeck) byl brabantský historik, diplomat, literát a cestovatel, profesor univerzity v Lovani. Byl nejprve ve službách arcivévody Alberta v Nizozemí, posléze na pozvání kardinála Dietrichsteina působil na Moravě.

## Život
Vystudoval latinské gymnázium v Kolíně nad Rýnem a na univerzitě v Lovani získal titul Magister artium a licenciát z obojího práva. Stal se kanovníkem v Lovani, proboštem v Arnhemu a arcijáhnem v Utrechtu, což mu zajistilo velké příjmy, takže mohl žít „na vysoké noze“. Vydal řadu monografií o městech a knížectvích jižního Nizozemí, které však jeho kritici pokládali za díla kompilační. Roku 1618 se vydal do Říma a s papežovým pověřením na ostrov Malta. Na cestě zpět byl zajat piráty a půl roku vězněn v Alžíru, kde však brzy získal volnost pohybu. Využil ji k tomu, že vykupoval křesťanské zajatce (kterých zde bylo kolem 30 tisíc) a snažil se podporovat tamní křesťanskou obec. Své zkušenosti z vězení popsal v „Denících“ (Diaria) a v monumentálním díle Africa illustrata o deseti knihách, dále vydal knihu o jazycích a písmech celého světa a sbírku 107 jazykových verzí modlitby Otče náš. V letech 1625–1634 působil jako administrátor v Oslavanech a na pozvání kardinála Dietrichsteina v Mikulově, kde založil řadu vzdělávacích a charitativních institucí i tiskárnu a předal je řádu piaristů.

## Dílo
- Asia, sive historia universalis Asiaticarum gentium…., Antverpy, 1604.
- Antiquitates illustrissimi ducatus Brabantiae…., Brusel, 1606 à 1610.
- Rerum Flandricae primitiae, Lille, 1611.
- Diarium rerum Argelae gestarum anno 1619 durante detentione Joannis Baptistae Gramayi, Douai, 1620.
- Les cruautés exercées sur les Chrétiens de la ville d'Alger en Barbarie, Paříž, 1620.
- Africae illustratae libri decem, in quibus Barbaria, gentesque eius ut olim et nunc describuntur, Tournai, 1622.
- Historiae et antiquitatum urbis et provinciae Mechlinensis libri III, Brusel, 1607.
- Namurcum, in quo breviter comitum series, gesta, decora... digesta, Antverpy, 1607.